# پزشکی گرمسیری

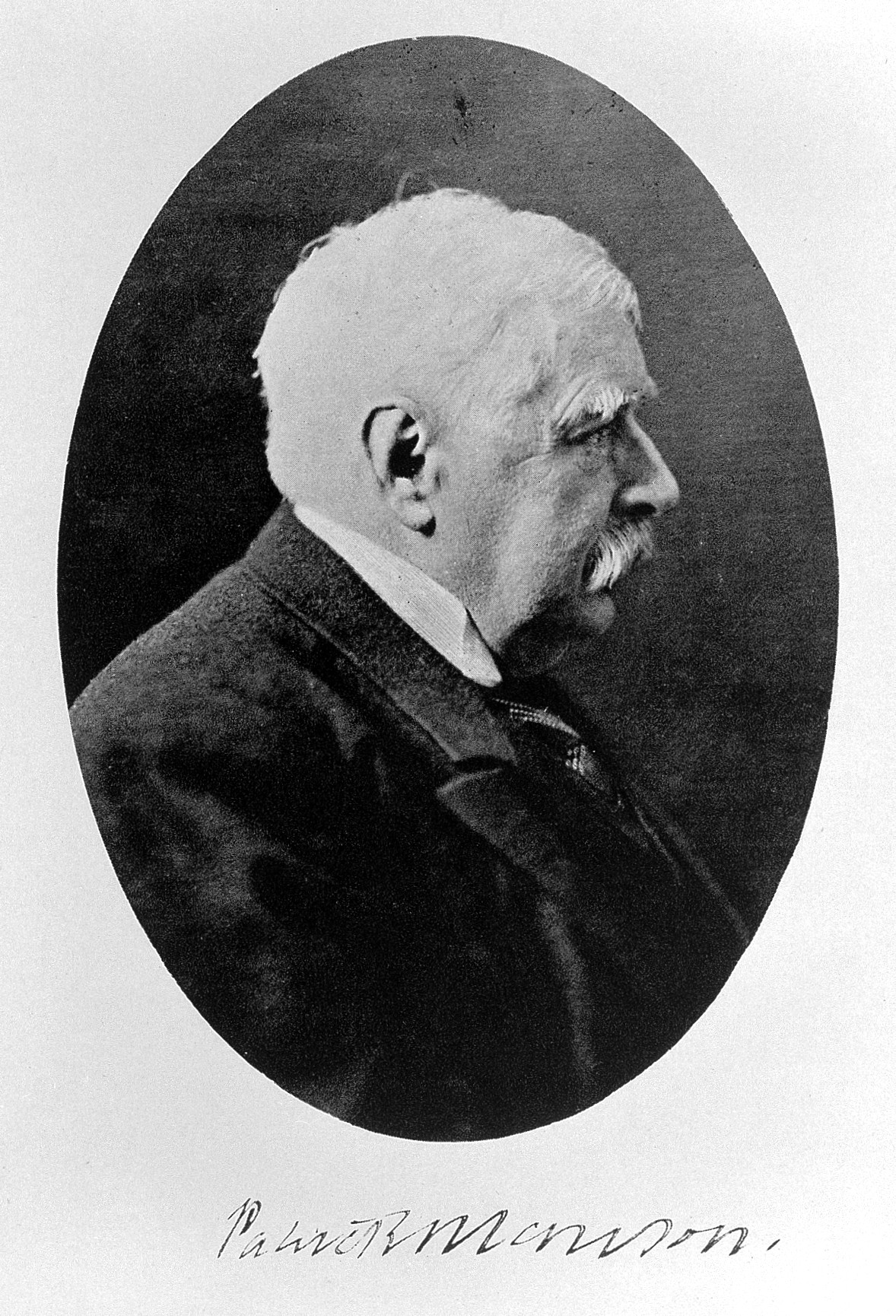
سر پاتریک منسون، پدر پزشکی گرمسیری

پزشکی گرمسیری (به انگلیسی: Tropical medicine) یکی از تخصص‌های پزشکی است که مربوط به مسائل بهداشتی منحصر به مناطق حاره‌ای و نیمه‌حاره‌ای است.
بیشتر عفونت‌هایی که یک پزشک گرمسیری با آن‌ها سر و کار دارد به مناطق حاره‌ای مرتبط است. برخی از شناخته شده‌ترین آنها شامل مالاریا، ایدز و سل است. آن‌ها همچنین باید در مورد ۱۸ بیماری گرمسیری مغفول نیز آگاهی داشته باشند، که شامل بیماری‌های شاگاس، هاری و تب دنگی است. شرایط نامساعد زندگی در کشورهای گرمسیری توسعه نیافته منجر به افزایش تعداد بیماری‌های غیر واگیر شده‌است. این بیماری‌ها شامل سرطان و بیماری‌های قلبی عروقی است که در گذشته در کشورهای توسعه یافته نگرانی بیشتری داشته‌اند. پزشکانی که در پزشکی گرمسیری آموزش دیده‌اند نیز باید برای تشخیص و درمان این بیماری‌ها آماده باشند.
سر پاتریک منسون به عنوان پدر پزشکی گرمسیری شناخته می‌شود. او در سال ۱۸۹۹ میلادی مدرسه بهداشت و پزشکی گرمسیری لندن را تأسیس کرد. وی با کشف ناقل پیل‌پایی به انسان دریافت که این ناقل یک کرم لوله‌ای میکروسکوپی به نام فیلاریاز است. وی در ادامه به مطالعه این کرم و چرخه زندگی آن پرداخت. پس از این کشف، وی با رونالد راس همکاری کرد تا انتقال مالاریا را از طریق ناقل پشه بررسی کند. کار او با کشف ناقل به عنوان شیوهٔ انتقال بیماری در تأسیس پزشکی گرمسیری و درک فعلی ما از بسیاری از بیماری‌های حاره‌ای بسیار مهم بود.